# Avex trax
avex trax는 일본의 음반사로, 에이벡스 엔터테인먼트의 산하 회사이다.

## 아티스트
- AAA (음악 그룹)
- 오오츠카 아이
- Dream (음악 그룹)
- 아무로 나미에
- Do As Infinity
- 쿠보타 케이코
- Every Little Thing
- GACKT
- Girl next door
- 하마사키 아유미
- 오오시마 마이
- Dream5
- SKE48
- 도쿄여자류
- 보아
- 동방신기
- 애프터스쿨
- 슈퍼주니어
- O-Zone
- 유키스
- F(x)
- EXO
- DREAMER
- NCT (음악 그룹)
- 레드벨벳 (음악 그룹)
- @onefive
- MNL48

## 이전 아티스트
- SIZZY (2023년 ~ 2024년)
- DREAMER Plam (2019년 8월 23일 ~ 2019년 11월 3일)